# میک رانسن
مایکل رانسن (انگلیسی: Michael Ronson؛ ۲۶ مهٔ ۱۹۴۶ – ۲۹ آوریل ۱۹۹۳) گیتاریست، ترانه‌نویس، نوازنده چندساز، تنظیم‌کننده و تهیه‌کنندهٔ موسیقی انگلیسی بود. او با همکاری دیوید بویی به‌عنوان عضوی از بند د اسپایدرز فرام مارس به موفقیت دست یافت. او یک موسیقی‌دان بود و پنج آلبوم استودیویی با بویی و پس از آن چهار آلبوم با ایان هانتر ضبط کرد. او همچنین به عنوان یک جانشین در گروه‌های تور با وان موریسون و باب دیلن کار کرد. رانسن پنج آلبوم استودیویی به‌صورت تک‌خوان ضبط کرد.
او پس از گذراندن مدتی از زمان همکاری با بویی، برای گروه‌های مختلف نوازندگی می‌کرد. رانسن که نوازندهٔ آموزش دیده کلاسیک بود، به دلیل برخورد ملودیک با نواختن گیتار شهرت داشت. او در سال ۲۰۰۳ توسط رولینگ استون به‌عنوان شصت و چهارمین و در سال ۲۰۱۲ به‌عنوان چهل و یکمین گیتاریست بزرگ تاریخ انتخاب شد.